# Dobroplodno
Dobroplodno (bulgariska: Доброплодно) är ett distrikt i Bulgarien.   Det ligger i kommunen Obsjtina Vetrino och regionen Oblast Varna, i den östra delen av landet, 300 km öster om huvudstaden Sofia.
Trakten runt Dobroplodno består till största delen av jordbruksmark. Runt Dobroplodno är det ganska glesbefolkat, med 25 invånare per kvadratkilometer.